# 괜찮아, 울지마
"괜찮아, 울지마"(Let's Not Cry!)는 한국에서 제작된 민병훈 감독의 2001년 드라마 영화이다. 무하마드 라히모프 등이 주연으로 출연하였고 김종근 등이 제작에 참여하였다.

## 출연

### 주연
- 무하마드 라히모프

### 조연
- 디아즈 라흐마토프
- 딜바르 이끄라모바
- 이르낀 까밀로프
- 무흐신 주라호노프
- 가푸모히 아사도바

## 기타
- 프로듀서: 조재형
- 프로듀서: 할리코프
- 제작부: 김성철
- 조명: 박효훈
- 연출부: 박성훈
- 동시녹음: 라임 자리예프
- 동시녹음: 사오라 후도이 베르디 베바
- 사운드: 이승철
- 미술: 김윤섭
- 분장: 넬라 슈트타끄
- 의상: 튜보비 블라쏘파